# Liste der Kulturgüter in Breitenbach
Die Liste der Kulturgüter in Breitenbach enthält alle Objekte in der Gemeinde Breitenbach im Kanton Solothurn, die gemäss der Haager Konvention zum Schutz von Kulturgut bei bewaffneten Konflikten, dem Bundesgesetz vom 20. Juni 2014 über den Schutz der Kulturgüter bei bewaffneten Konflikten sowie der Verordnung vom 29. Oktober 2014 über den Schutz der Kulturgüter bei bewaffneten Konflikten unter Schutz stehen.
Objekte der Kategorie A sind im Gemeindegebiet nicht ausgewiesen, Objekte der Kategorie B sind vollständig in der Liste enthalten, Objekte der Kategorie C fehlen zurzeit (Stand: 1. Januar 2023).

## Kulturgüter
| Foto |                                                                                 | Objekt                                              | Kat. | Typ | Standort                     | Beschreibung |
| ---- | ------------------------------------------------------------------------------- | --------------------------------------------------- | ---- | --- | ---------------------------- | --- |
| BW   | Datei hochladen · Wikidata zu Moosgräben, mittelalterliche Erdburg (Q116761068) | Moosgräben, mittelalterliche Erdburg KGS-Nr.: 01329 | B    | F   | Moosgräben 609530 / 251100   | |
| ja   | Datei hochladen · Wikidata zu Ehemaliges Propsteihaus Rohr (Q29880598)          | Ehemaliges Propsteihaus Rohr KGS-Nr.: 13496         | B    | G   | Rohrgasse 34 608120 / 251333 | 1572 Errichtung des neuen Pfarrhauses unter Nikolaus Bilger. 1724 Umbauten am Haus. 1766 und 1770 grössere Reparaturen am Haus. 1812–1816 Vergrösserung des Gebäudes, neuer Dachstuhl, neuer Innenausbau. |
| ja   | Datei hochladen · Wikidata zu Bauernhaus Alte Laterne (Q29880599)               | Bauernhaus Alte Laterne KGS-Nr.: 13944              | B    | G   | Gängli 4 607822 / 250718     | Erbaut 1780–1800 als Kleinbauernhaus. Um 1980 als Galerie «Laterne» umgenutzt, 2016/17 zu Wohnraum ausgebaut.                                                                                             |